# August Ballnus
Friedrich August Ballnus (* 8. August 1807 in Marggrabowa; † 26. April 1871 in Czychen, Kreis Oletzko) war ein deutscher evangelischer Pfarrer in Masuren.

## Leben
Ballnus’ Vater arbeitete 1799–1800 als justycjariusz der richterlichen Ämter in Cimochy und Cichy. Von Abraham Adolf Hillmann (1790–1858) und seiner Frau Henriette geb. Klein (1793–1864) wohl adoptiert, besuchte Ballnus die Schule in Rhein und das Kgl. Gymnasium Lyck, das er 1827 mit dem Abitur verließ. Er studierte Evangelische Theologie an der Albertus-Universität Königsberg. 1829 gehörte er zu den Stiftern des Corps Masovia, dem sich viele Abiturienten des Lycker Gymnasiums und der Herzog-Albrechts-Schule (Rastenburg) anschlossen. Nach dem Studium wurde er 1833 Rektor in Lyck, wo er „mit Liebe, Freude und erheblichen Effekten“ unterrichtete. 1837 wurde er als Prediger der Kirche Cichy eingeführt. Zwei Jahre später folgte er als Pfarrer Carl Adam Rohmann, der sich (wie viele deutsche Pfarrer in Masuren) für die Erhaltung der polnischen Sprache einsetzte. Über ihn und seine Frau fand Ballnus Kontakte zu wohlhabenden Bürgern, die sein soziales Engagement mit Sachmitteln und Spenden unterstützten. Auf gekauftem Baugrund errichtete er mit Bauholz aus dem Forstamt ein „Krankenhaus“, nach heutigen Begriffen eher ein Hospiz für ältere, gebrechliche und kranke Menschen. Die Königsberger Hartungsche Zeitung berichtete über diese Initiativen und eine Lycker Zeitung veröffentlichte seinen Appell:

„Armut breitet sich aus. Bettelnde Kinder, Brutalität und Verwilderung werden immer häufiger.
Mit dieser Generation wird nie Wohltat zu den Mitmenschen kommen. Gefängnisse und Zuchthäuser entlassen demoralisierte Landstreicher. Armut kann nicht mit einem Befehl beseitigt, aber durch karitative Liebe gelindert werden. Schon lange liegt mir die Hilfe für die armen und notleidenden Kinder am Herzen; aber ich kann ihnen nicht helfen wie ich wollte. Ich brauche Ihre Hilfe, meine Damen und Herren.“

Gehör fand er nicht nur in der Kirche und in der Öffentlichkeit, sondern auch in den Grafschaften bei Marggrabowa und bei der Regierung in Gumbinnen. In Anerkennung seiner selbstlosen Arbeit wurde er 1848 in die Preußische Nationalversammlung gewählt. Als Mitglied des Preußischen Landtags kämpfte Ballnus für das humanitäre Völkerrecht und gegen die Todesstrafe. Er wandte sich gegen die Aufrechterhaltung von Privilegien des Staates und der religiösen Orden.
Die 1860er-Jahre waren für das ohnehin arme Masuren besonders schwer. Schlechte Ernten und Hungertyphus ließen 1868 allein im Kreis Oletzko 5,3 % der Bevölkerung sterben.
Für die verwaisten und obdachlosen Kinder stiftete Ballnus das Ballnussche Waisenhaus in der Goldapstraße. Bei der Grundsteinlegung am 26. April 1871 äußerte er die Ansicht, Trunkenheit, Armut und Unwissenheit herrschten unter den Masuren vor und wären die Hauptquelle des moralischen Verfalls.
1862 zum Superintendenten des Kirchenkreises Oletzko gewählt, legte er das Amt nach einigen Jahren nieder, um sich wieder seiner früheren Arbeit in Czychen zuwenden zu können. Als er dort gestorben war und beerdigt wurde, erwiesen ihm  (entgegen seinem letzten Wunsch) Massen von Menschen und viele Würdenträger aus Staat und Kirche die letzte Ehre. Im heute polnischen Masuren wird noch seiner gedacht.
Ballnus war verheiratet mit seiner Stiefschwester Emma Hillmann (1815–1866).

## Schriften
- Leget an die Waffen des Lichts! Eine politische Predigt über Röm. 13, 12. Deutschlands katholischen Fürsten, Priestern und Bischöfen gewidmet. Gerhard, Danzig 1845.